# 밥을 태우는 여자
《밥을 태우는 여자》는 1994년 1월 3일부터 1994년 6월 17일까지 방송되었던 KBS 2TV 일일 드라마였는데 김혜리가 분한 서윤주 역은 신윤정이 낙점됐으나 KBS 2TV 아침 드라마 《그대 있음에》 캐스팅으로 고사했고 KBS는 이 같은 캐스팅의 어려움 뿐 아니라 높은 인기에 힘입어 100부작으로 기획된 KBS 2TV 일일 드라마 《사랑은 못말려》를 105회까지의 1부를 거쳐 106회부터 1년의 시간이 흐른 뒤의 사건을 전하는 2부로 방영할 예정이었지만 설득력이 없었다는 지적을 사 106회로 끝냈다.

## 등장 인물
- 김혜리 : 서윤주 역 - 대중 음악 작곡가[3]
- 송채환 : 조정민 역(대기업 말단 사원)
- 김현정 : 이혜영 역(직물 디자이너)
- 이영범 : 박정우 역
- 선우재덕 : 김명환 역
- 진유영 : 강동철 역
- 박세준 : 이형준 역 - 혜영의 오빠
- 최란 : 조정희 역 - 정민의 언니
- 강인기 : 이석준 역 - 혜영의 오빠, 형준의 동생
- 정욱 : 윤주 아버지 역
- 김민자 : 윤주 어머니 역
- 홍성민 : 혜영 아버지 역
- 홍석천
- 허진 : 혜영 어머니 역 (도중 하차)
- 김보미
- 이한나 : 서옥주 역 - 윤주의 고모
- 신동훈
- 정은수 (중도 합류) : 여행사 미스윤 역
- 김덕현
- 정동남
- 안병경 (중도 합류) : 정 교수 역
- 윤영주
- 이원직
- 박현
- 김연진
- 최용욱
- 장행섭
- 임성원

## 참고 사항
- 혜영 역의 김현정은 1993년 1월 7일부터 메타미디어와 1년 전속 계약을 맺었으나 해당 드라마에 사전 협의 없이 출연하여 계약을 위반했고 이 과정에서 김현정은 1994년 1월 15일 메타미디어 측으로부터 출연 정지 가처분 신청을 받았다.[4]
- 형준 역의 박세준은 MBC 주말 드라마 《아들과 딸》 이후 해당 작품으로 드라마 복귀를 했다.[5]
- 동철 역의 진유영은 1981년 MBC 목요 드라마 《제1공화국》 이후 13년 만에 드라마에 재출연했다.
- 지나친 간접광고 등의 지적이 있기도 했다.[6]
- 지나친 가정상 왜곡이 제기됐다.[7]